# 6204-es mellékút (Magyarország)
A 6204-es számú mellékút egy közel tizenkét kilométer hosszú, négy számjegyű mellékút Fejér vármegyében, a Mezőföld északkeleti részén. A 6-os és 7-es főutakat kapcsolja össze Ercsi és Martonvásár összekötésével.

## Nyomvonala
A 6-os főútból ágazik ki, annak 35+550-es kilométerszelvényénél, Ercsi központjában egy lámpás kereszteződésben, az ellenkező irányban egy önkormányzati út indul, amely a Szigetújfalu-Ercsi komp itteni felhajtójához vezet. Nyugat felé húzódik, Dózsa György út néven, majdnem pontosan egy kilométeren keresztül, ott egy rövid szakasz erejéig északabbnak fordul és kiágazik belőle délnyugati irányba a 62 305-ös út, a Budapest–Pusztaszabolcs-vasútvonal Ercsi vasútállomása irányába. 1,2 kilométer után ismét nyugatnak fordul, elhalad a vasút hídja alatt, és 1,7 kilométer után kilép a város belterületéről. Később a fő iránya az északnyugati, amitől jelentősen nem tér el.

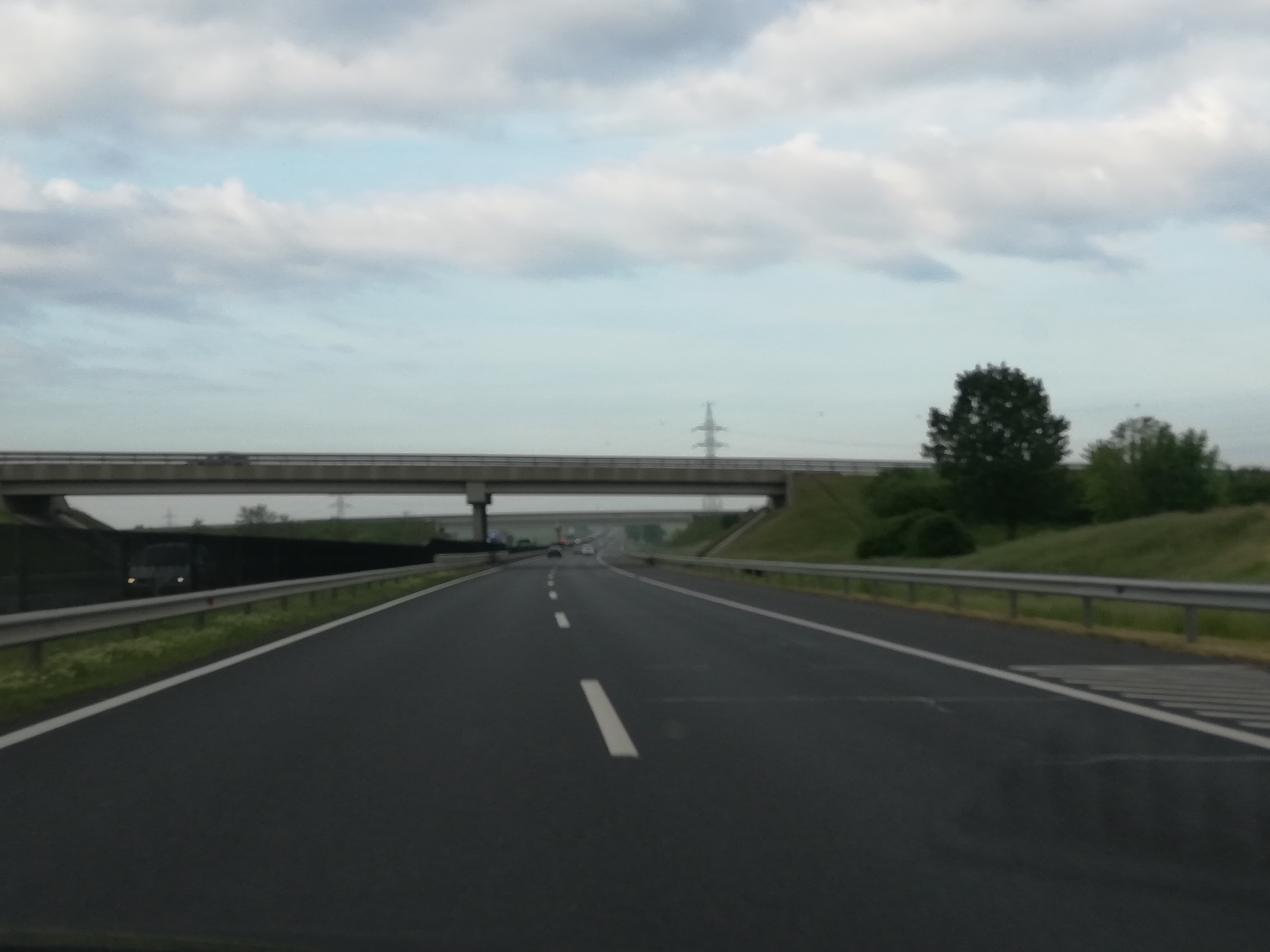
Az M6-os és a 6204-es út csomópontjának két felüljárója (előtérben az átkötő úté, hátul a 6204-esé)

2,6 kilométer után átlépi Ráckeresztúr határát, az M6-os autópályával már e település területén találkozik. A 3+750-es kilométerszelvényénél áthalad a sztráda fölött, majd a negyedik kilométere után egy körforgalomba ér: abból ágazik ki a 60 422-es út, amely az itteni autópálya-csomópontot kiszolgáló átkötő utak közül az egyetlen, amely találkozik a 6204-es úttal. (A három másik átkötő ág, a 60 419-es, a 60 420-as és a 60 421-es számozása csak addig tart, amíg nem találkoznak a 60 422-essel, de a mellékutat közvetlenül nem érintik.)
Innen az út nyugat-északnyugati irányban halad és mintegy 400 méter után eléri Ráckeresztúr első házait, a falu lakott területének egyetlen közúti megközelítési útvonala. A településen a neve Kossuth Lajos utca, majd egy iránytörés után, ahol még inkább északnak veszi az irányát, Ady Endre utca, a település északi részén pedig Rákóczi Ferenc utca. 7,2  kilométer után lép ki a település lakott területéről. A tizedik kilométere után átlép Martonvásár területére, 10,6 kilométer után beérkezik a kisváros házai közé, ahol Szent László út lesz a települési neve. Martonvásár központjában ér véget, beletorkollva a 7-es főútba, annak 32+400-as kilométerszelvénye közelében szintén lámpás kereszteződésben; egyenes folytatása a 81 108-as út, amely Tordason át Gyúróra vezet.
Teljes hossza, az országos közutak térképes nyilvántartását szolgáló kira.gov.hu adatbázisa szerint 11,676 kilométer.

## Települések az út mentén
- Ercsi
- Ráckeresztúr
- Martonvásár